# Pine Air (Floride)
Pine Air est une census-designated place du comté de Palm Beach, dans l'État de Floride, aux États-Unis,. En 2020, elle compte une population de 2 190 habitants.